# فيكتور جي. غارسيا الثالث
فيكتور جي. غارسيا الثالث هو دبلوماسي فلبيني، ولد في 12 أبريل 1947 في مانيلا في الفلبين.